# The Unseen
The Unseen é o álbum de estúdio de estreia do Quasimoto, uma dupla de hip-hop composta por Madlib e seu alter ego animado Lord Quas, o álbum foi lançado pela Stones Throw em 13 de junho de 2000. Foi relançado em 2005 como edição deluxe com CD bônus contendo a versão instrumental do álbum. Conta com participações de Wildchild, Medaphoar e Mr. Herb. Foi apoiado por 3 singles, "Microphone Mathematics" lançado em 1999, "Come on Feet" e "Basic Instinct", ambos lançados em 2000
Madlib comeu cogumelos alucinógenos durante um mês enquanto produzia o álbum. Foi co-mixado por Kut Masta Kurt e Peanut Butter Wolf . A capa foi desenhada por Jeff Jank e demonstra uma figura totalmente branca dentro de um carro fugindo da policia. A música "Low Class Conspiracy" fez parte da trilha sonora do jogo Tony Hawk's Underground .

## Lista de músicas
- Todas as faixas foram produzidas por Madlib
| N.º | Título                                       | Duração |  |
| 1.  | "Welcome to Violence"                        | 0:49    |  |
| 2.  | "Bad Character"                              | 1:56    |  |
| 3.  | "Microphone Mathematics"                     | 3:14    |  |
| 4.  | "Basic Instinct"                             | 2:10    |  |
| 5.  | "Goodmorning Sunshine"                       | 2:57    |  |
| 6.  | "Discipline 99, Pt. 0" (featuring Mr. Herb)  | 2:32    |  |
| 7.  | "Low Class Conspiracy"                       | 2:26    |  |
| 8.  | "Return of the Loop Digga"                   | 3:46    |  |
| 9.  | "Real Eyes"                                  | 3:22    |  |
| 10. | "Come on Feet"                               | 3:35    |  |
| 11. | "Bluffin"                                    | 2:47    |  |
| 12. | "Boom Music"                                 | 2:47    |  |
| 13. | "MHBs"                                       | 2:02    |  |
| 14. | "Put a Curse on You"                         | 1:46    |  |
| 15. | "Astro Black"                                | 3:17    |  |
| 16. | "Green Power"                                | 2:59    |  |
| 17. | "Jazz Cats, Pt. 1"                           | 2:43    |  |
| 18. | "24-7" (featuring Medaphoar)                 | 2:48    |  |
| 19. | "The Unseen"                                 | 2:53    |  |
| 20. | "Phony Game"                                 | 1:56    |  |
| 21. | "Astro Travellin"                            | 2:58    |  |
| 22. | "Blitz"                                      | 1:16    |  |
| 23. | "Axe Puzzles"                                | 2:34    |  |
| 24. | "Discipline 99, Pt. 1" (featuring Wildchild) | 3:36    |  |